# Tacaratu
Tacaratu là một đô thị thuộc bang Pernambuco, Brasil. Đô thị này có diện tích 1264,541 km², dân số năm 2007 là 20552 người, mật độ 16,25 người/km².